# Too Much Blood
Too Much Blood är sjunde spåret på Rolling Stones album Undercover, släppt 7 november 1983. Låten skrevs av Mick Jagger och Keith Richards och spelades in mellan oktober och november 1982. En andra version av låten spelades in i juli-augusti 1984, då i en elektronisk dansmusikversion och släpptes som singel i december 1984.
Originalversionen av låten är en blandning av rock, new wave och hiphop och är förutom intro, refräng och uttonande avslut indelad i två sektioner där Jagger pratsjunger - rap.
I första sektionen berättar Jagger om en japansk man som styckade sin flickvän i Paris och stuvade in delarna i ett kylskåp för att senare äta upp henne bit för bit. "Truth is stranger than fiction" ("Verkligheten överträffar dikten").
I andra sektionen frågar Jagger lyssnaren om denne sett filmen The Texas Chain Saw Massacre (Motorsågsmassakern) och framför att folk frågar om människorna i Texas verkligen sågar ihjäl folk med motorsåg? "Yeah everytime I drive through the crossroads I get scared there's a bloke running around with a fucking chain saw" ("Ja, varenda gång jag kör genom gatukorsningarna blir jag skräckslagen av att en karl springer omkring med en jävla motorsåg").
"I can feel it everywhere / Feel it up above / Feel the tension in the air / There is too much blood, too much blood" ("Jag kan känna av det överallt / Känna av  upprorsstämningen där ovan / Känna av spänningen som ligger i luften / Det är för mycket blod, för mycket blod" lyder refrängen på den sex minuter och tio sekunder långa låten.

## Medverkande musiker
- Mick Jagger - sång
- Keith Richards, Ron Wood och Jim Barber - elgitarr
- Bill Wyman - elbas
- Charlie Watts - trummor
- Chops - horn
- Sly Dunbar - slagverk

## Källa
- http://www.keno.org/stones_lyrics/toomuchblood.html